# Schöne Seele
Der Begriff Schöne Seele bezeichnet einen Charakter- oder Menschentypus, bei dem die Affekte und die sittlichen Kräfte in einem harmonisch ausgeglichenen und damit auch als ästhetisch schön empfundenen Verhältnis stehen.
Diese Vorstellung ist in der europäischen Antike seit Platon und Plotin als Kalokagathia bekannt, als die Einheit vom Wahren, Guten und Schönen in einer Person. In der mittelalterlichen Epik wurde dies Ideal zur Charakterzeichnung eingesetzt; ein Mensch war schön, weil er gut, und gut, weil er schön war. Verwandt damit ist das Konzept der edlen Herzen, das Gottfrieds von Straßburg Tristan-Prolog als Idealvorstellung und Gegenbild des „gewöhnlichen Menschen“ entwirft:

„Ich hân mir eine unmüezekeit / der werlt ze liebe vür geleit / und edelen herzen z’einer hage / den herzen, den ich herze trage / der werlde, in die mîn herze siht.“

Der Gehalt wurde vor allem im 18. Jahrhundert aus dem ästhetisch-ethischen Harmoniebegriff Shaftesburys entwickelt und von Friedrich Schiller in der Schrift Über Anmut und Würde (1793) definiert: die Schöne Seele ist das Ziel einer ästhetischen Erziehung, einer Vervollkommnung zur harmonischen Menschlichkeit durch die Versöhnung von Pflicht und Neigung, von Vernunft und Sinnlichkeit, die sich in der äußeren Erscheinung durch Anmut und Würde offenbart; er findet sich jedoch schon zuvor unter anderer Bedeutung in der mittelalterlichen und barocken, insbesondere in der spanischen Mystik für eine gesteigerte religiöse und seelische Sensibilität, ebenso im Pietismus. In der säkularisierten Form für eine gefühlvoll-sentimentale Tugendhaftigkeit als Selbstzweck wurde der Begriff in der Epoche der Empfindsamkeit verstanden.
Besonders das Verständnis der Empfindsamkeit prägte die literarischen Beispiele. Sie finden sich in Samuel Richardsons Pamela or Virtue Rewarded (1740), Jean-Jacques Rousseaus Julie oder Die neue Heloise (1761), bei Johann Georg und Friedrich Heinrich Jacobi sowie im 6. Buch Bekenntnisse einer schönen Seele von Johann Wolfgang von Goethes Bildungsroman Wilhelm Meisters Lehrjahre (1795/96). Die Bezeichnung „Schöne Seele“, die Christoph Martin Wieland erstmals verwendet hatte, wurde durch Rousseaus Einfluss im späten 18. Jahrhundert zu einem Modewort.
Hegel greift in seiner Phänomenologie des Geistes den  Begriff der „schönen Seele“ kritisch auf und bezeichnet ihn als einen Typus, der sich selbst den Zustand der Unschuld bewahrt, aber um den Preis, nichts in der Welt zu bewirken, „nicht zum Dasein [zu] gelangen“. Diese „wirklichkeitslose“ schöne Seele, so Hegel, „zerfließt in sehnsüchtiger Schwindsucht“.